# Valanga uvarovia
Valanga uvarovia är en insektsart som beskrevs av Willemse, C. 1955. Valanga uvarovia ingår i släktet Valanga och familjen gräshoppor. Inga underarter finns listade i Catalogue of Life.